# The Miz
Michael Gregory Mizanin (né le 8 octobre 1980 à Parma (Ohio)) est un catcheur (lutteur professionnel) et un acteur américain. Il travaille actuellement à la World Wrestling Entertainment, dans la division SmackDown, sous le nom de The Miz.
En 2004, The Miz participe à WWE Tough Enough, programme de télé réalité dont le vainqueur remporte un contrat avec la WWE. Malgré sa défaite en finale, il est engagé par la fédération, et est envoyé d'abord dans sa fédération associée, la Deep South Wrestling puis dans son club-école, la Ohio Valley Wrestling. C'est seulement en 2006 qu'il rejoint SmackDown, l'un des deux shows majeurs de la fédération, en étant relégué au rôle de présentateur/annonceur. Après être devenu uniquement catcheur, il est envoyé l'année suivante dans la division ECW, où l'équipe qu'il forme avec John Morrison de 2007 à 2009 leur permet de devenir successivement Champions par équipes de la WWE et Champions du Monde par équipe.
Après avoir vainement tenté de devenir les premiers Champions Unifiés par équipe avec Morrison et sa séparation d'avec ce dernier, The Miz rejoint RAW, où, après une rivalité avec John Cena contre qui il perd à chaque rencontre, il reçoit un push en 2009 : il remporte le Championnat des États-Unis de la WWE, et alors qu'il est toujours champion, devient Champion Unifié par équipe de la WWE avec Big Show, devenant le premier catcheur de l'histoire de la WWE à posséder trois titres en même temps. Après avoir perdu ses titres et avoir une nouvelle fois remporté celui des États-Unis, il remporte le 1er Money in the Bank Ladder match de RAW lors du pay-per-view Money in the Bank 2010, avant de l'utiliser le 22 novembre de cette même année à RAW contre Randy Orton et de remporter le premier Championnat de la WWE de sa carrière. En 2012, il remporte son premier Championnat Intercontinental de la WWE de sa carrière, et devient par la même occasion le 26e Triple Crown Champion de la WWE.
Mizanin est également connu pour avoir participé à des émissions de télé réalité sur MTV avant de devenir catcheur (notamment The Real World: Back to New York et nombre de ses spin-offs). Il a également participé à de multiples autres émissions depuis son arrivée à la WWE, notamment Fear Factor (en), Identity ou encore Are You Smarter Than a 5th Grader?.

## Carrière

### Ultimate Pro Wrestling (2003-2004)
Décidé à poursuivre le rêve de devenir catcheur qu'il a depuis son enfance, Mizanin rejoint la Ultimate Pro Wrestling, où il est entrainé par la Ultimate University. Il fait ses débuts de catcheur en 2003, sous le pseudonyme de The Miz qu'il prend pour la première fois. Durant son travail à la fédération, Miz a pris part au tournoi UPW's Mat War's, allant jusqu'en finale, où il perd contre Tony Salantri.

### World Wrestling Entertainment (2004-…)

#### Tough Enough et Ohio Valley Wrestling (2004-2006)

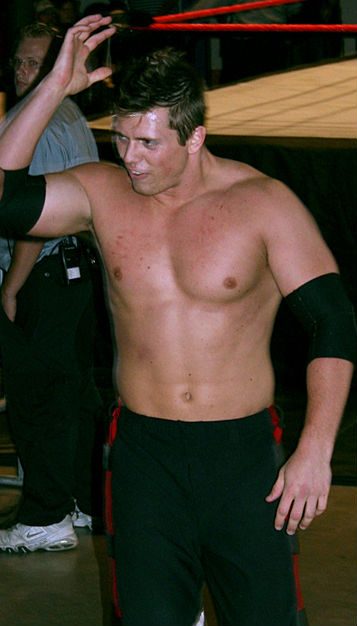
The Miz en 2005.

En octobre 2004, Mike Mizanin s’inscrit au 1 000 000 $ Tough Enough. En finale, à Armageddon, il affronte dans un combat de boxe Daniel Puder. Aucun des deux ne réussissant un knock-out, Puder est déclaré vainqueur par réaction de la foule. Malgré le fait que Mike Mizanin n’ait pas remporté le contrat, la WWE est quand même intéressée par ses services. Elle l'envoie à la Deep South Wrestling. Mizanin y est entraîné par Bill Demott.
Ce n’est qu'en juillet 2005 que la WWE teste à nouveau Mizanin dans deux dark matchs. Il remporte le 1er décembre le titre poids lourds de la Deep South Wrestling. Ce fut le premier champion de la fédération. Mizanin revient sur la scène de la WWE en dark match et il est par la suite envoyé à la Ohio Valley Wrestling le 3 janvier 2006. Le 18 janvier 2006, Mizanin fait ses débuts dans un ring de la OVW.
Chris Cage et Mike Mizanin se retrouvent ensuite en équipe contre les champions par équipes de la OVW, Seth Skyfire et Chet the Jet. Le 8 février, l’équipe de Cage et Mizanin remporte le titre par équipes du sud de la OVW. Cependant, le 18 mars, Chris Cage est renvoyé par la WWE et Mizanin n’a pas d'autres choix que de perdre le titre le lendemain laissant la place à une autre équipe (The Untouchables).

#### Débuts (2006-2007)

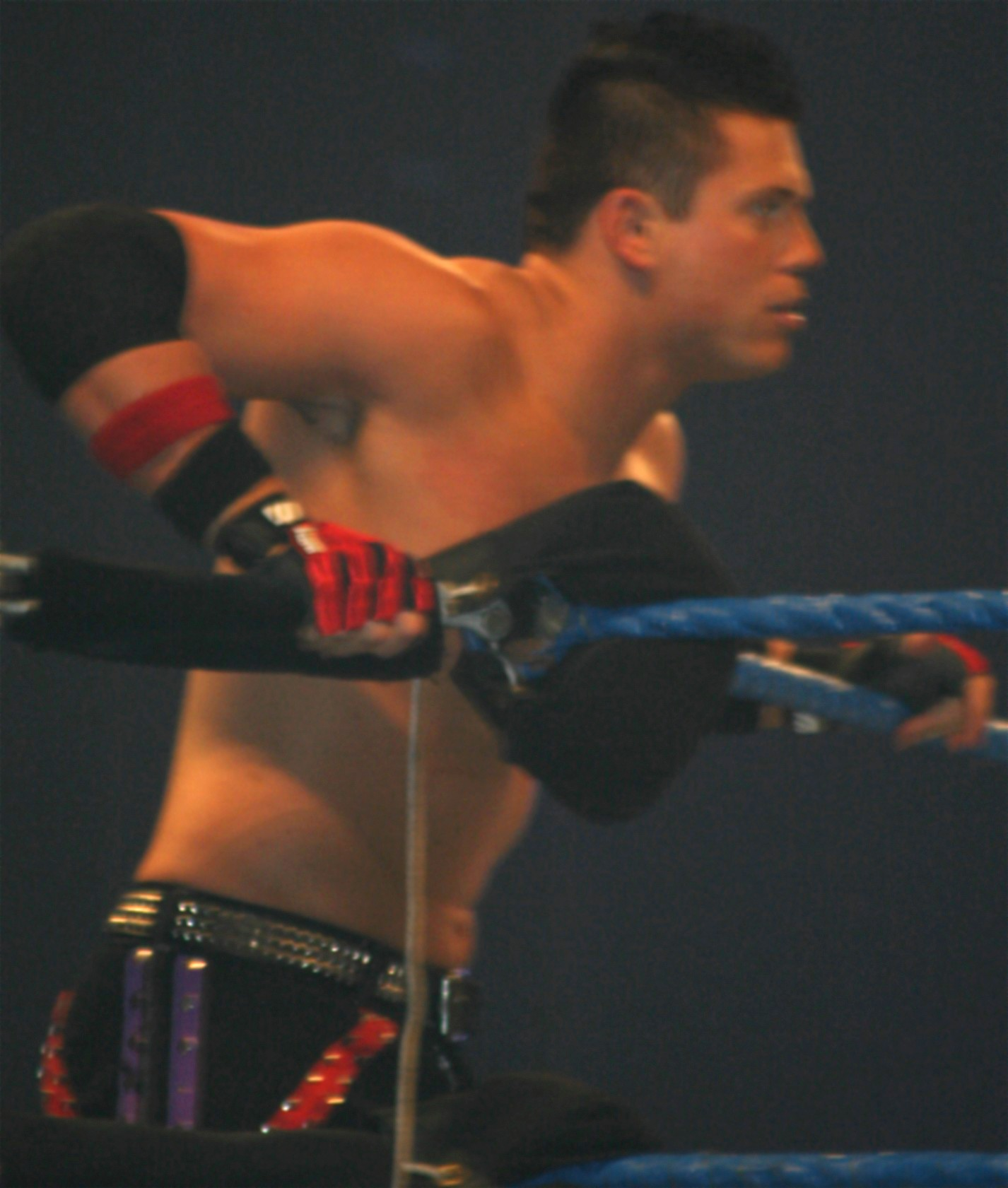
The Miz à SmackDown.

Après être apparu dans une vidéo sur WWE.com, c'est le 31 mai 2006 que The Miz fait ses débuts à SmackDown en tant qu'annonceur de ring. Par la suite, il se fait plutôt rare à l'écran[réf. nécessaire].
The Miz réalise son premier match à la fédération lors du Smackdown du 1er septembre 2006 où il adopte un personnage heel, et bat Tatanka. Il dispute son premier match en Pay-Per-view à Armageddon, où il perd contre The Boogeyman[réf. nécessaire].
Après une brève absence des écrans, Miz revient pour présenter une mini-émission d'interview, appelée Miz TV. À la suite de l'échec de cette émission, il revient sur le ring avec un style plus agressif et gagne des combats contre divers adversaires,.

#### Alliance avec John Morrison, WWE Tag Team Champion et World Tag Team Champion (2007-2009)

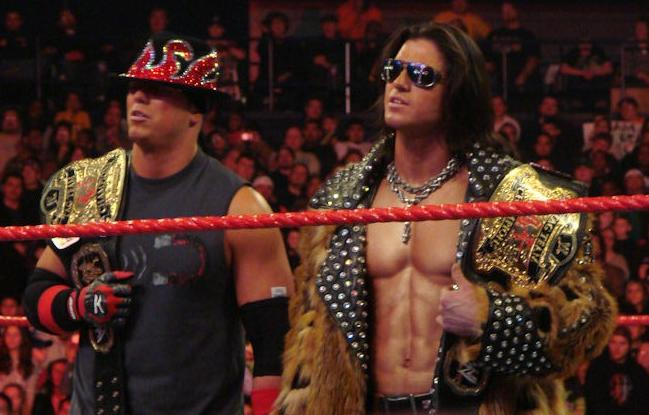
The Miz et John Morrison, en tant que champions du monde par équipes.

The Miz est drafté à la ECW le 17 juin 2007. Après avoir perdu contre CM Punk lors de Cyber Sunday pour le Championnat de la ECW[réf. nécessaire] (sa première opportunité pour un titre mondial), il forme une équipe avec John Morrison.
Ensemble, ils remportent le Championnat par équipes de la WWE en battant Matt Hardy et MVP. Lors des Survivor Series, il perd dans un Triple Threat match pour le titre ECW contre Punk et Morrison, où Punk conserve son titre[réf. nécessaire].
Après avoir défendus leurs titres avec succès à Judgment Day et Night of Champions, Miz et Morrison perdent les titres au profit de Curt Hawkins et Zack Ryder à l'issue d'un Fatal Four Way Tag team match lors de The Great American Bash[réf. nécessaire].
Après une nouvelle tentative ratée de s'emparer du Championnat de la ECW lors d'un Scramble match à Unforgiven remporté par Matt Hardy[réf. nécessaire], Miz et Morrison remportent le Slammy Award 2008 de l'équipe de l'année lors du RAW du 9 décembre. Lors d'un house show (show de catch non télévisé), le 15 décembre, ils battent CM Punk et Kofi Kingston pour devenir champions du monde par équipes.
Début 2009, Miz et Morrison débutent une rivalité avec The Colóns (Carlito et Primo), les champions de la WWE par équipe, contre qui ils perdent dans le dark-match de WrestleMania XXV dans un match pour unifier les titres et déterminer les premiers champions par équipes unifiés.

#### United States Champion, ShowMiz et Tag Team Champion (2009-2010)

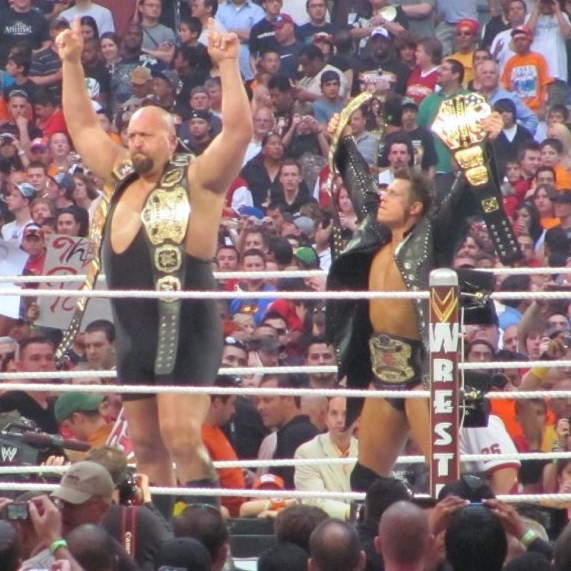
The Miz et le Big Show à WrestleMania XXVI.

Le 13 avril 2009, The Miz est drafté à RAW. Il attaque alors son partenaire Morrison, mettant fin à leur partenariat. Lors de The Bash, il perd face à John Cena[réf. nécessaire].
Il part ensuite à la conquête du Championnat des États-Unis détenu par Kofi Kingston. Il échoue à Night of Champions[réf. nécessaire], à Breaking Point[réf. nécessaire], ainsi qu'à Hell in a Cell[réf. nécessaire], avant de s'emparer du titre le lendemain contre Kingston (son premier titre solo à la WWE). Parallèlement à son règne, il bat son ancien partenaire Morrison lors de Bragging Rights[réf. nécessaire], puis lors des Survivor Series, son équipe bat la sienne[réf. nécessaire].
Début 2010, il forme une équipe avec le Big Show nommée ShowMiz.
Après qu'il a battu et conservé son titre contre MVP lors du Royal Rumble, il participe au Royal Rumble Match, où il se fait éliminer par ce dernier[réf. nécessaire]. Lors de Elimination Chamber, il conserve une fois de plus son titre contre MVP. En plus de son règne de United States Champion, il remporte le WWE Unified Tag Team Championship avec Big Show en battant D-Generation X (Triple H et Shawn Michaels) et The Straith Edge Society (CM Punk et Luke Gallows) le 8 février à RAW, devenant le premier catcheur de l'histoire de la WWE à posséder trois titres en même temps.
Lors du dernier ECW de l'histoire le 16 février, ils battent Yoshi Tatsu et Goldust pour conserver leurs titres. De plus, il devient à NXT le pro de Daniel Bryan[réf. nécessaire].
Lors de WrestleMania XXVI, lui et Big Show conservent leurs titres contre John Morrison et R-Truth[réf. nécessaire]. Ils perdent les titres le 26 avril à RAW contre The Hart Dynasty (Tyson Kidd et David Hart Smith). Après le match, le Big Show assomme le Miz avec son KO Punch, ce qui marque la fin de leur alliance. Le 17 mai à RAW, il perd le titre des États-Unis contre Bret Hart.
Il tente de récupérer les titres par équipes unifiés avec Chris Jericho à Over the Limit, mais ils n'y parviennent pas[réf. nécessaire]. Après une rapide rivalité avec son ancien rookie de la NXT, Daniel Bryan, tout en étant le pro d'Alex Riley lors de la seconde saison de NXT, il récupère finalement le titre des États-Unis en battant R-Truth, John Morrison et Zack Ryder dans un Fatal Four Way Match le 14 juin à RAW. Lors de 4-Way Finale, il conserve son titre contre R-Truth[réf. nécessaire].

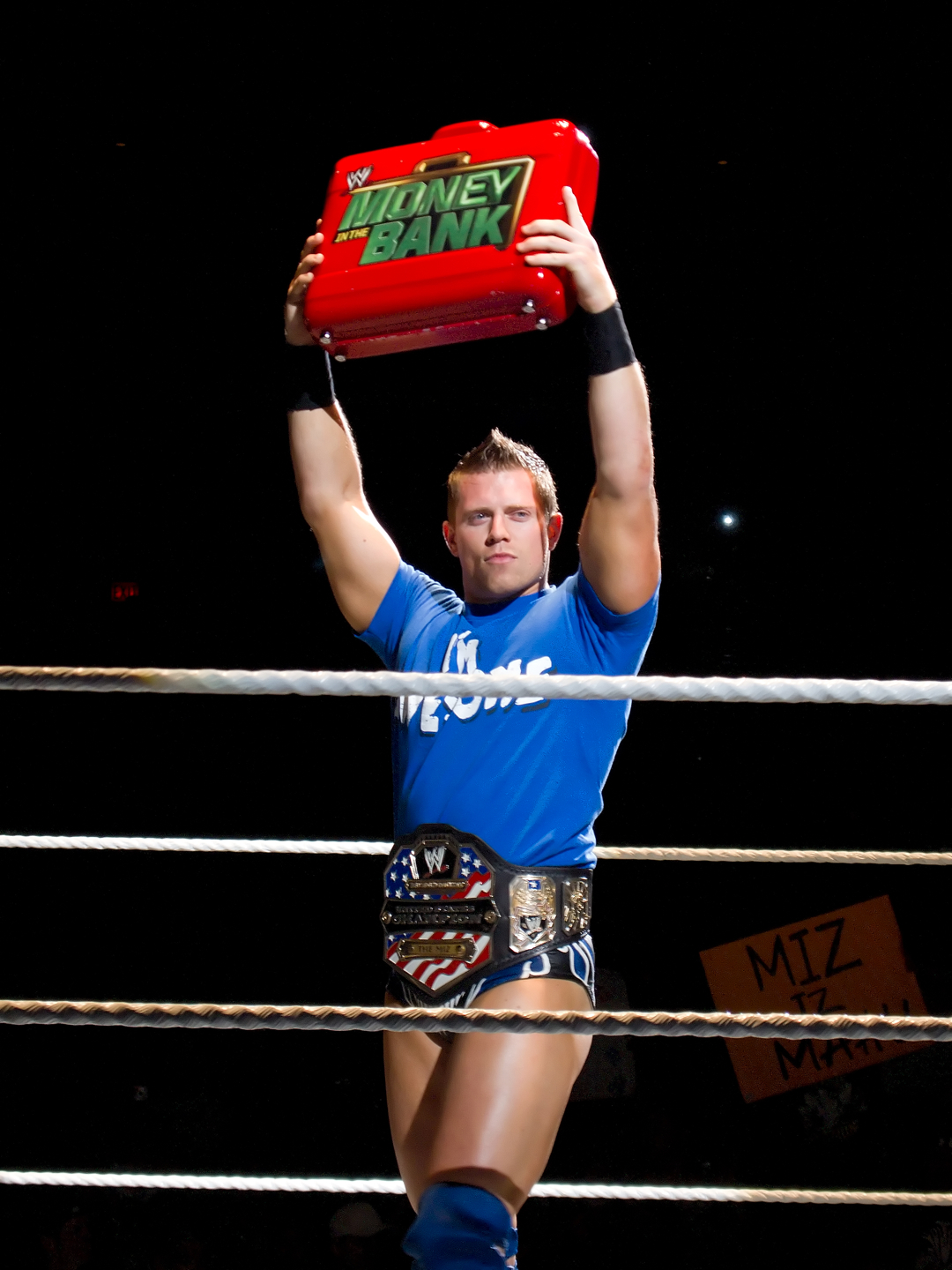
The Miz est le premier lutteur à avoir remporté le Money in the Bank étant champion.

Lors de Money in the Bank, il remporte le Money in the Bank Ladder Match de RAW, ce qui lui permet d'obtenir un match pour le WWE Championship n'importe quand contre le champion en titre[réf. nécessaire]. Il devient alors le premier homme titré à remporter ce match.
Il perd le titre des États-Unis contre Daniel Bryan lors de Night of Champions, puis il ne parvient pas à le récupérer lors de Hell in a Cell contre Bryan et Morrison dans un Submissions Count Anywhere Match, où Bryan le conserve[réf. nécessaire]. À Bragging Rights, il perd avec l'équipe RAW contre l'équipe Smackdown[réf. nécessaire].

#### WWE Champion (2010-2011)

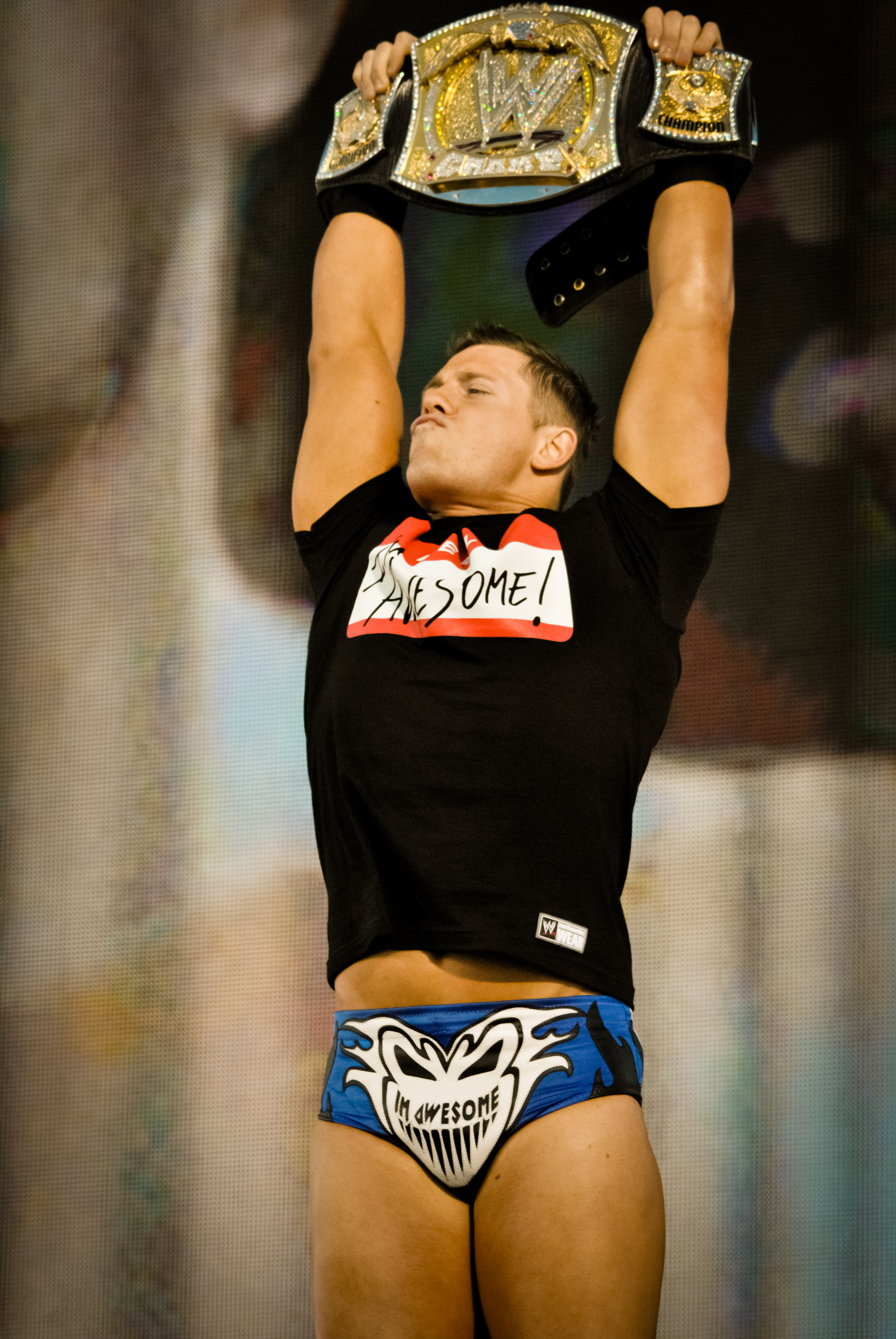
The Miz durant son premier règne de champion de la WWE.

Lors du RAW du 22 novembre, alors que Randy Orton vient de défendre avec succès son titre face à Wade Barrett, il encaisse son Money in the Bank et bat Orton pour remporter le premier titre mondial de sa carrière et devenir WWE Champion. Il défend avec succès son titre lors de TLC en battant Orton dans un Tables Match[réf. nécessaire].
Le 30 janvier 2011 lors du Royal Rumble, il conserve une nouvelle fois son titre contre Orton grâce à l'intervention de la Nexus[réf. nécessaire]. Il éliminera plus tard John Cena du Royal Rumble Match, alors qu'il n'y participait pas.
Lors d'Elimination Chamber, il bat Jerry Lawler pour conserver son titre[réf. nécessaire]. Le même soir, John Cena devient challenger après avoir gagné l'Elimination Chamber de RAW. Débute alors une rivalité entre les deux hommes qui s'affronteront à Wrestlemania XXVII pour le WWE Championship. Lors du RAW du 21 février, lui et John Cena remportent le WWE Tag Team Championship, mais le perdent juste après contre les anciens champions, Heath Slater et Justin Gabriel, après qu'il eut trahi Cena.
Il conserve son titre face à John Cena à WrestleMania grâce à l'intervention du Rock[réf. nécessaire]. Lors d'Extreme Rules, il perd son titre contre John Cena dans un Triple Threat Steel Cage Match qui comprenait aussi John Morrison[réf. nécessaire]. Il tente ensuite de récupérer le titre de Cena à Over the Limit dans un I Quit Match, mais il perd[réf. nécessaire]. Le lendemain à RAW, son alliance avec Alex Riley prend fin lorsqu'il le vire (scenaristiquement) en l'accusant de sa défaite. Riley l'attaque ensuite.
À Capitol Punishment, il perd contre Alex Riley[réf. nécessaire]. Lors de Money in the Bank, il ne remporte pas le MITB de RAW à la suite de la victoire d'Alberto Del Rio[réf. nécessaire]. Lors de SummerSlam, il perd avec Alberto Del Rio et R-Truth contre Rey Mysterio, Kofi Kingston et John Morrison[réf. nécessaire].

#### The Awesome Truth (2011)

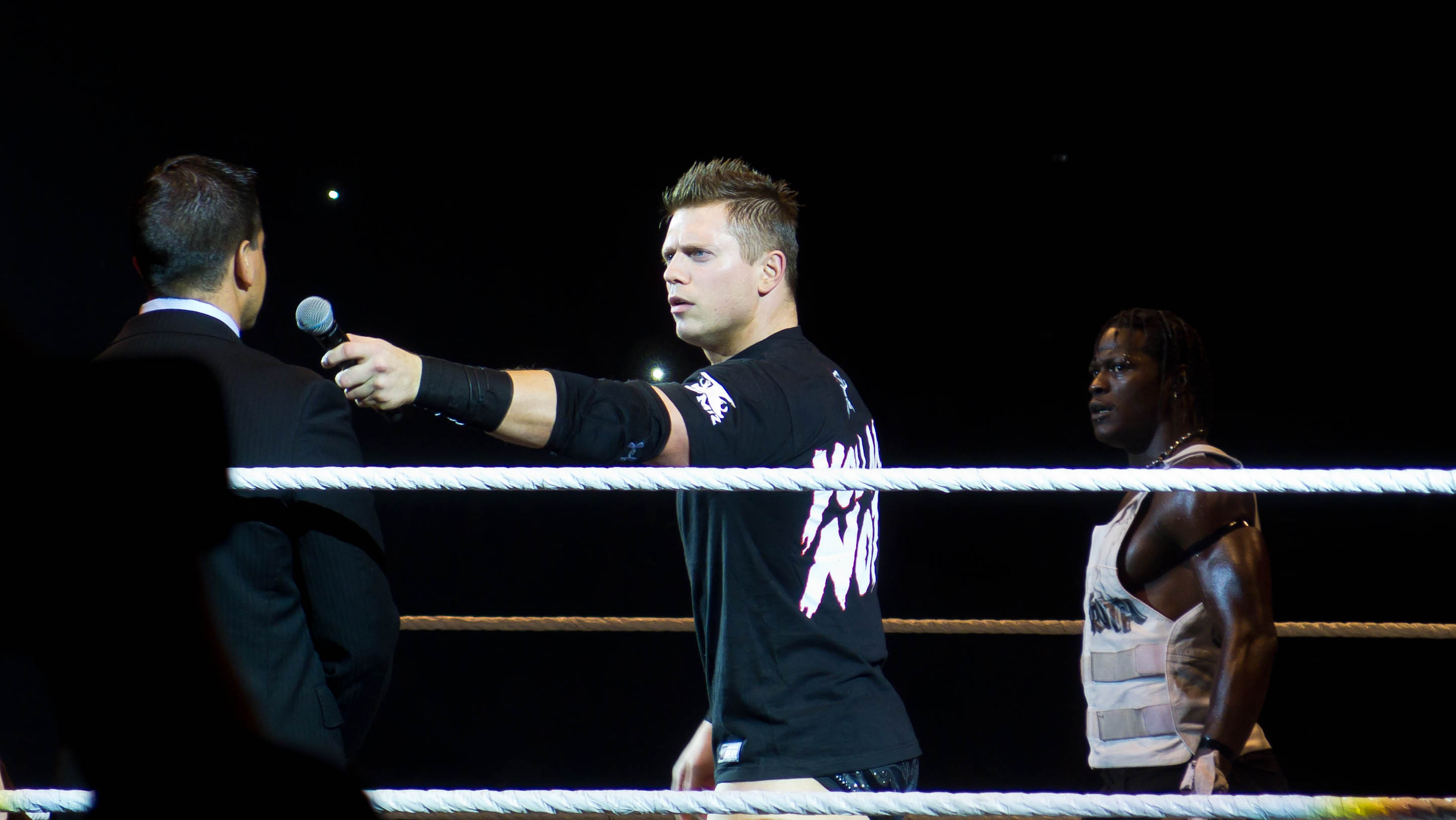
The Miz avec R-Truth (à droite) formant l'équipe Awesome Truth.

Lors de RAW du 22 août, il crée une nouvelle équipe heel, nommée The Awesome Truth avec R-Truth, après avoir battu Santino Marella.
Ils affrontent Kofi Kingston et Evan Bourne pour les WWE Tag Team Championship lors de Night of Champions, mais perdent par disqualification après qu'il a poussé l'arbitre au sol[réf. nécessaire]. Ils interviennent plus tard dans la soirée dans le match entre Triple H et CM Punk. Lors du RAW du 19 septembre, ils perdent contre CM Punk et John Cena, et sont ensuite renvoyés par Triple H. Lors de Hell in a Cell, ils viennent sur le ring après la victoire d'Alberto Del Rio pour agresser toutes les personnes présentes. Ils se font ensuite arrêter par la police de La Nouvelle-Orléans[réf. nécessaire].
Lors du RAW du 10 octobre, le nouveau COO, John Laurinaitis les réengagent pour affronter Del Rio et CM Punk, match qu'ils perdent par disqualification après s'être acharnés sur ce dernier. Triple H arrive et les détruit, aidé par CM Punk[réf. nécessaire].
Lors de Vengeance, ils battent Triple H et CM Punk. Plus tard dans la soirée, ils interviennent dans le Last Man Standing Match entre Del Rio et Cena, faisant perdre ce dernier[réf. nécessaire]. Lors des Survivor Series, ils perdent contre John Cena et le partenaire de son choix qui est The Rock[réf. nécessaire]. Le lendemain à RAW, une dispute éclate en coulisse, mettant fin à leur association.

#### Retour en solo (2011-2012)
Lors de TLC, il perd contre Alberto Del Rio et CM Punk pour le Championnat de la WWE dans un Triple Threat Ladder match, au profit de ce dernier[réf. nécessaire].
Le 29 janvier 2012 au Royal Rumble, il débute le Royal Rumble match en premier et se fait éliminer en 24e position par le Big Show. Il affronte ensuite CM Punk, Dolph Ziggler, R-Truth, Chris Jericho et Kofi Kingston dans un Elimination Chamber match pour le Championnat de la WWE lors d'Elimination Chamber, où CM Punk conserve son titre[réf. nécessaire].
Lors de WrestleMania XXVIII, la Team Laurinaitis bat la Team de Teddy Long grâce au Miz qui fait le tombé sur Zack Ryder[réf. nécessaire]. À Extreme Rules, il perd contre Santino Marella dans un match pour le championnat des États-Unis[réf. nécessaire]. À Over The Limit, il perd contre Brodus Clay[réf. nécessaire].
Après deux mois d'absence pour son tournage du film The Marine: Homefront, il fait son retour au pay-per-view Money in the Bank et annonce qu'il est le 5e participant du Money in the Bank ladder match du Championnat de la WWE, qu'il perd, la mallette étant décrochée par John Cena[réf. nécessaire].

#### Double champion intercontinental (2012-2013)
Lors du 1000e épisode de Raw, The Miz remporte le titre Intercontinental en battant Christian[réf. nécessaire], devenant également le 25e Triple Crown Champion de la WWE.
Il parvient à conserver le titre à SummerSlam face à Rey Mysterio[réf. nécessaire], et à Night of Champions dans un Fatal 4-Way match contre Cody Rhodes, Sin Cara et Rey Mysterio[réf. nécessaire].
The Miz crée ensuite un show appelé le MizTV, où il reçoit Ryback lors de son premier show, le 17 septembre, mais il se fait attaquer par ce dernier. Il entame ensuite une rivalité avec son ancien rival Kofi Kingston, celui-ci parviendra à récupérer le titre Intercontinental face à The Miz à Main Event le 17 octobre[réf. nécessaire]. Le match revanche a lieu à Hell in a Cell, mais il ne parvient pas à récupérer le titre[réf. nécessaire].
The Miz était initialement prévu de faire partie de l'équipe de CM Punk aux Survivor Series, mais il annonce qu'il quitte l'équipe. Il prend alors part à l'équipe adverse, celle de Mick Foley, et effectue un Face Turn progressif au cours des semaines suivantes. Son équipe ne remporte cependant pas le match[réf. nécessaire].
Durant la fin de l'année 2012, The Miz présente plusieurs segments du MizTV avec diverses invités[réf. nécessaire].
Début 2013, The Miz commence une rivalité avec le champion des États-Unis, Antonio Cesaro, rivalité durant laquelle The Miz commence à utiliser le Figure Four Leglock, inspiré de Ric Flair. Il tente sans succès de s'emparer du titre des États-Unis, d'abord au Royal Rumble, puis à Elimination Chamber, où il perd les deux matchs[réf. nécessaire].
Il entre ensuite dans une autre rivalité, face au champion intercontinental, Wade Barrett. The Miz parvient à remporter le titre Intercontinental lors de WrestleMania XXIX, en battant Wade Barrett par soumission. Cependant, il perd le titre face à ce dernier le lendemain à RAW dans un match revanche.
Après cela, The Miz reste inactif pendant quelques semaines pour tourner le film Christmas Bounty[réf. nécessaire].
Il fait son retour le 13 mai à RAW en battant Heath Slater. Lors du pré-show d'Extreme Rules, il bat Cody Rhodes[réf. nécessaire]. Lors de Payback, il perd contre Wade Barrett et Curtis Axel un Triple Threat Match pour le titre Intercontinental, au profit de ce dernier. Lors de Money in the Bank, il perd face à Curtis Axel.

#### The Moneymaker (2013-2014)
Lors de RAW du 18 novembre, il trahit Kofi Kingston lors de leur match face aux Real Americans et effectue un Heel Turn. Lors de Survivor Series, il bat Kofi Kingston[réf. nécessaire]. Lors de TLC, il perd contre le même adversaire[réf. nécessaire]. Lors du Main Event du 18 décembre, The Miz interrompt Ryback et Curtis Axel pour se mettre du côté de Mick Foley en Père Noël. Le soir même il bat Curtis Axel[réf. nécessaire].
Le 26 janvier 2014 au Royal Rumble, il participe au Royal Rumble match, où il se fait éliminer par Luke Harper[réf. nécessaire].
Le 6 avril 2014 à WrestleMania XXX, il perd la Andre The Giant Battle Royal au profit de Cesaro[réf. nécessaire].
Il est ensuite inactif en avril et en mai en raison du tournage du film The Marine 4.
Il fait son retour lors d'un show non-télévisé à Sheffield en Angleterre le 20 mai 2014. Il fait son retour télévisé le 30 juin à RAW en se faisant attaquer par Chris Jericho (qui effectuait lui aussi son retour).

#### Champion par équipe de la WWE avec Damien Mizdow, retour en solo et sextuple champion Intercontinental de la WWE (2014-2017)

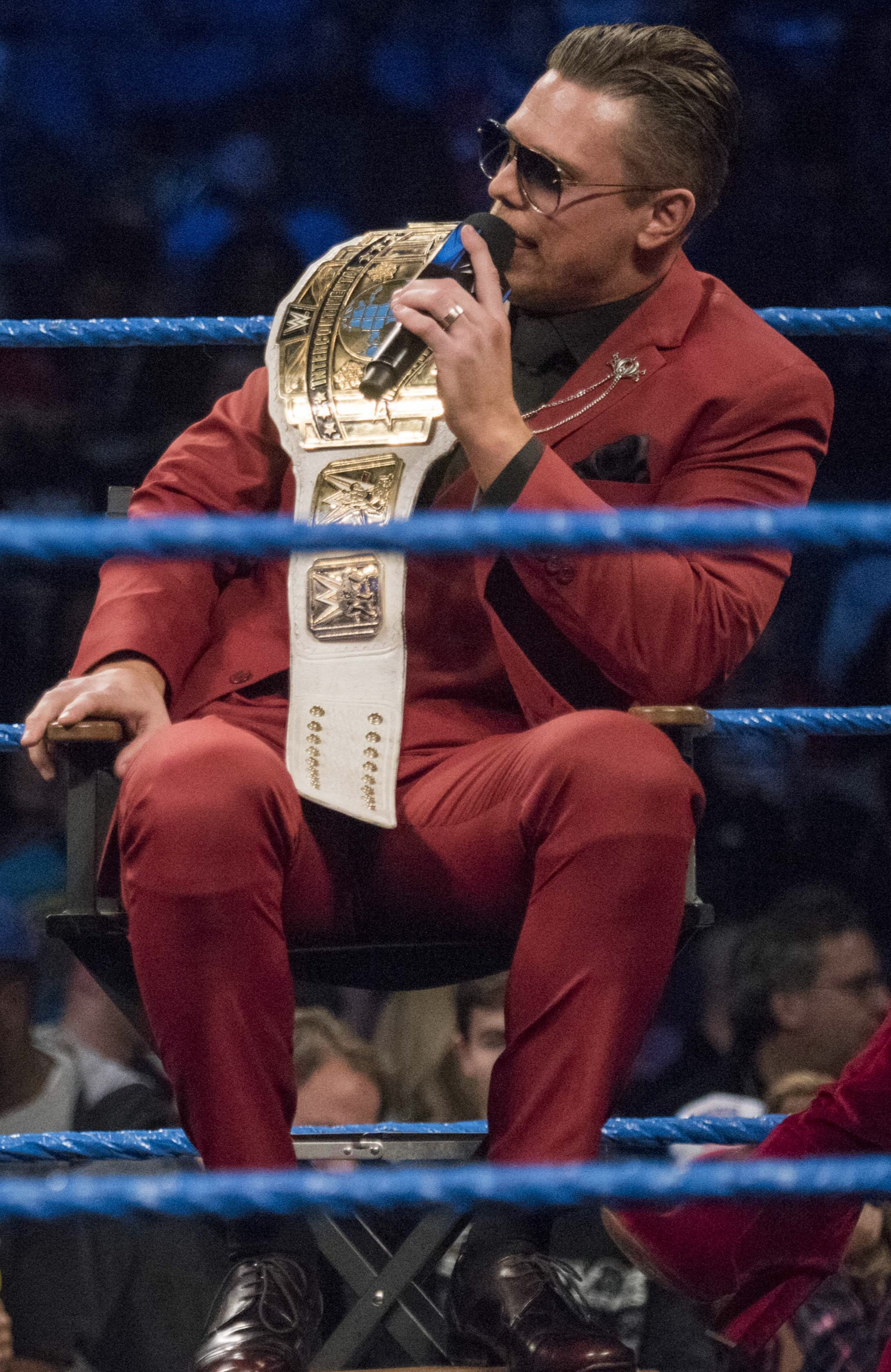
The Miz avec le titre Intercontinental en décembre 2016.

Le 20 juillet à Battleground, il redevient champion Intercontinental, pour la troisième fois, en éliminant en dernier Dolph Ziggler dans un 19-Man Battle Royal[réf. nécessaire]. Le 17 août à SummerSlam, il ne conserve pas sa ceinture, battu par The ShowOff[réf. nécessaire].
Le 21 septembre à Night of Champions, il redevient champion Intercontinental de la WWE en prenant sa revanche sur son même adversaire, remportant le titre pour la quatrième fois[réf. nécessaire]. Le lendemain à Raw, il perd de nouveau face à Dolph Ziggler, ne conservant pas son titre[réf. nécessaire].
Le 26 octobre à Hell in a Cell, il ne remporte pas le titre des États-Unis de la WWE, battu par Sheamus. Le 23 novembre aux Survivor Series, Damien Mizdow et lui deviennent les nouveaux champions par équipe de la WWE en battant Goldust et Stardust, les Usos et Los Matadores dans un Fatal 4-Way Tag Team Match. Le 14 décembre à TLC, ils perdent face aux Usos par disqualification, mais conservent leurs titres. Le 29 décembre à Raw, ils perdent face à ses mêmes adversaires, ne conservant pas leurs titres.
Le 25 janvier 2015 au Royal Rumble, ils ne remportent pas les titres par équipe de la WWE, battus par les Usos[réf. nécessaire]. Le 29 mars à WrestleMania 31, il ne remporte pas la bataille royale à la mémoire d'André The Giant, gagnée par Big Show. Pendant le match, il est éliminé par son propre partenaire Damien Mizdow, ce qui met fin à leur alliance, à la suite des tensions qui règnent entre les deux hommes[réf. nécessaire].
Le 23 août à SummerSlam, il ne remporte pas le titre Intercontinental de la WWE, battu par Ryback dans un Triple Threat Match, qui inclut également Big Show[réf. nécessaire]. Le 22 novembre lors du pré-show aux Survivor Series, Stardust, The Ascension, Bo Dallas et lui perdent face à Goldust, Neville, Titus O'Neil et les Dudley Boyz dans un 5-on-5 Traditional Survivor Series Man's Elimination Match[réf. nécessaire].
Le 24 janvier 2016 au Royal Rumble, il entre dans le Royal Rumble masculin en 25e position, mais ne remporte pas le titre mondial poids-lourds de la WWE, éliminé par Roman Reigns[réf. nécessaire].
Le 3 avril à WrestleMania 32, il ne remporte pas le titre Intercontinental de la WWE, battu par Zack Ryder dans un Ladder Match, qui inclut également Dolph Ziggler, Kevin Owens, Sami Zayn, Sin Cara et Stardust[réf. nécessaire]. Le lendemain à Raw, il redevient champion Intercontinental de la WWE en battant Zack Ryder, aidé par une intervention extérieure de sa femme Maryse, remportant le titre pour la cinquième fois[réf. nécessaire]. Le 1er mai à Payback, il conserve son titre en battant Cesaro[réf. nécessaire]. Le 22 mai à Extreme Rules, il conserve son titre en battant Cesaro, Kevin Owens et Sami Zayn dans un Fatal 4-Way Match[réf. nécessaire].
Le 19 juillet à SmackDown Live, Shane McMahon et Daniel Bryan annoncent que Maryse et lui sont officiellement transférés au show bleu[réf. nécessaire]. Le 24 juillet à Battleground, son match face à Darren Young se termine en double disqualification, mais il conserve son titre. Après le combat, il se fait attaquer par son adversaire[réf. nécessaire]. Le 21 août à SummerSlam, il conserve son titre en battant Apollo Crews[réf. nécessaire]. Le 11 septembre à Backlash, il conserve son titre en battant Dolph Ziggler[réf. nécessaire].
Le 9 octobre à No Mercy, il perd face à The ShowOff dans un Title vs. Career Match, ne conservant pas son titre[réf. nécessaire]. Le 15 novembre à SmackDown Live, il redevient champion Intercontinental de la WWE en prenant sa revanche sur son adversaire, remportant le titre pour la sixième fois[réf. nécessaire]. Le 20 novembre aux Survivor Series, il conserve son titre en battant Sami Zayn. Le 4 décembre à TLC, il conserve son titre en battant Dolph Ziggler dans un Ladder Match[réf. nécessaire].
Le 3 janvier 2017 à SmackDown Live, il perd face à Dean Ambrose, ne conservant pas son titre[réf. nécessaire]. Le 29 janvier au Royal Rumble, il entre dans le Royal Rumble masculin en 15e position, mais se fait éliminer par l'Undertaker après 32 minutes de match[réf. nécessaire]. Le 12 février à Elimination Chamber, il ne remporte pas le titre de la WWE, battu par Bray Wyatt dans un Elimination Chamber Match, qui inclut également AJ Styles, Baron Corbin, Dean Ambrose et John Cena[réf. nécessaire].
Le 2 avril à WrestleMania 33, Maryse et lui perdent face à Nikki Bella et John Cena[réf. nécessaire].

#### Draft àRawet octuple champion Intercontinental de la WWE (2017-2018)
Le 10 avril à Raw, Dean Ambrose l'attaque avec son Dirty Deeds, Maryse et lui sont annoncés être transférés au show rouge et plus tard dans la soirée, il perd face à Sami Zayn[réf. nécessaire]. Le 4 juin à Extreme Rules, il redevient champion Intercontinental, pour la septième fois, en battant Dean Ambrose[réf. nécessaire].
Le 9 juillet à Great Balls of Fire, il conserve son titre en battant le même adversaire. Le 20 août lors du pré-show à SummerSlam, le Miztourage (Bo Dallas et Curtis Axel) et lui battent les Hardy Boyz et Jason Jordan dans un 6-Man Tag Team Match[réf. nécessaire]. Le 24 septembre à No Mercy, il conserve son titre en battant Jason Jordan[réf. nécessaire].
Le 22 octobre à TLC, Braun Strowman, Kane, The Bar et lui perdent face au Shield (Dean Ambrose et Seth Rollins) et Kurt Angle (remplaçant de Roman Reigns) dans un 5-on-3 Handicap Tag Team TLC Match[réf. nécessaire]. Le 19 novembre aux Survivor Series, il perd face au champion des États-Unis de la WWE, Baron Corbin, dans un Champion vs Champion Match[réf. nécessaire]. Le lendemain à Raw, il perd face à Roman Reigns, ne conservant pas son titre[réf. nécessaire].

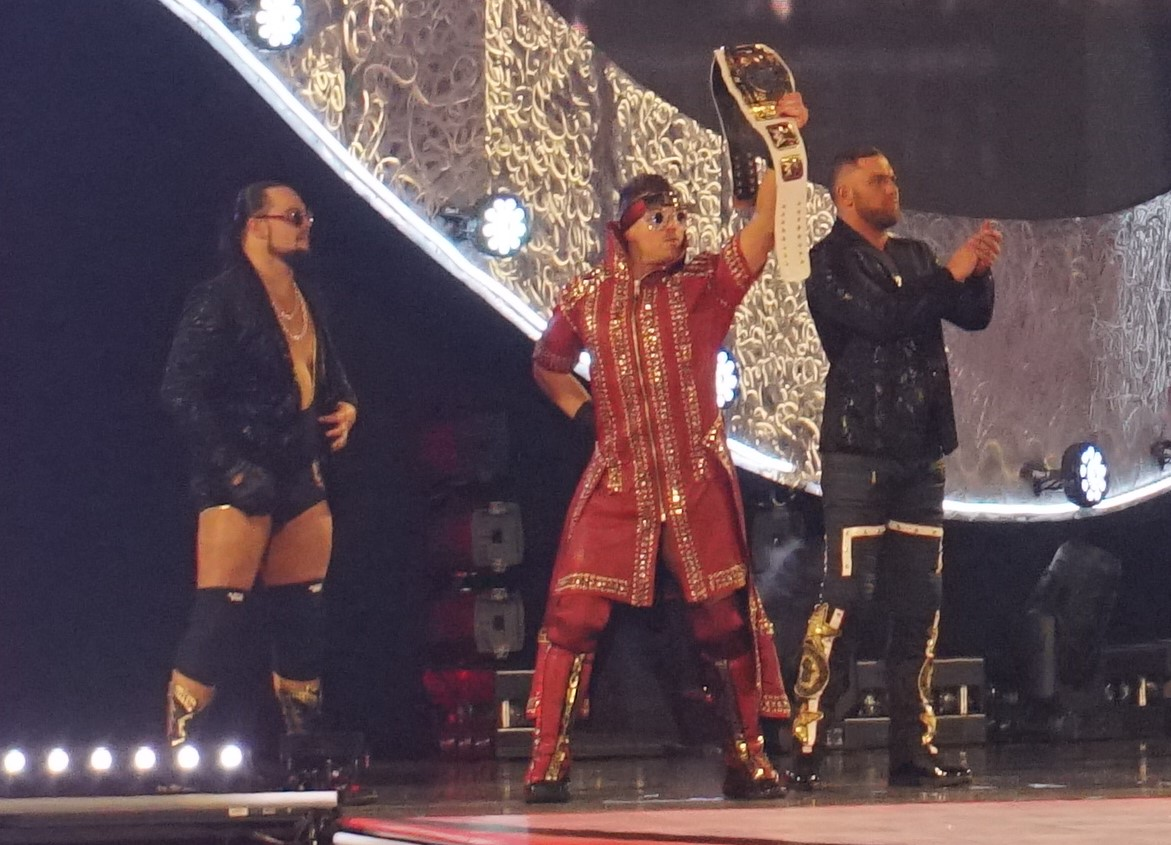
Miz (au centre) avec The Miztourage en tant que Champion Intercontinental de la WWE à WrestleMania 34

Le 22 janvier 2018 lors du 25e anniversaire de Raw, il redevient champion Intercontinental de la WWE en prenant sa revanche sur le Samoan, remportant le titre pour la huitième fois[réf. nécessaire]. Le 28 janvier au Royal Rumble, il entre dans le Royal Rumble masculin en 26e position, mais se fait éliminer par Seth Rollins et Roman Reigns[réf. nécessaire]. Le 25 février à Elimination Chamber, il ne devient pas aspirant no 1 au titre Universel de la WWE à WrestleMania 34, battu par Roman Reigns dans un Elimination Chamber Match, qui inclut également Braun Strowman, Elias, Finn Bálor, John Cena et Seth Rollins[réf. nécessaire].
Le 3 avril, Asuka et lui remportent le premier Mixed Match Challenge en battant Charlotte Flair et Bobby Roode en finale du tournoi[réf. nécessaire]. Le 8 avril à WrestleMania 34, il perd face à Seth Rollins dans un Triple Threat Match, qui inclut également Finn Bálor, ne conservant pas son titre[réf. nécessaire].

#### Retour àSmackDown Live, rivalité avec Daniel Bryan, champion par équipes deSmackDownavec Shane McMahon et diverses rivalités (2018-2019)
Le 16 avril à Raw, lors du Superstar Shake-Up, Kurt Angle lui annonce être transféré au show bleu, à la demande du général manager Daniel Bryan[réf. nécessaire]. Le 27 avril au Greatest Royal Rumble, il ne remporte pas le titre Intercontinental de la WWE, battu par Seth Rollins dans un Fatal 4-Way Ladder Match, qui inclut également Finn Bálor et Samoa Joe. Le 6 mai à Backlash, il ne remporte pas le titre Intercontinental de la WWE, battu par Seth Rollins. Le 17 juin à Money in the Bank, il ne remporte pas la mallette, gagnée par Braun Strowman[réf. nécessaire].
Le 19 août à SummerSlam, il bat Daniel Bryan avec un poing américain prêté par sa femme[réf. nécessaire]. Le 16 septembre à Hell in a Cell, Maryse et lui battent Brie Bella et Daniel Bryan[réf. nécessaire]. Le 25 septembre à Mixed Match Challenge, Asuka et lui battent Carmella et R-Truth.
Le 6 octobre à Super Show-Down, il ne devient pas aspirant no 1 au titre de la WWE, battu par son même adversaire dans un match revanche[réf. nécessaire]. Le 23 octobre à Mixed Match Challenge, Asuka et lui battent Naomi et Jimmy Uso. Le 2 novembre à Crown Jewel, il arrive en finale du tournoi, mais se blesse accidentellement le genou, où il sera remplacé par Shane McMahon qui remporte la coupe en battant Dolph Ziggler. Le 13 novembre lors de Mixed Match Challenge, Asuka et lui perdent face à Charlotte Flair et Jeff Hardy. Le 18 novembre aux Survivor Series, l'équipe SmackDown (Shane McMahon, Samoa Joe, Rey Mysterio, Jeff Hardy et lui) perd face à l'équipe Raw (Bobby Lashley, Braun Strowman, Dolph Ziggler, Drew McIntyre et Finn Bálor) dans un 5-on-5 Traditional Survivor Series Man's Elimination Tag Team match.
Le 25 décembre à SmackDown Live, il effectue un Face Turn en proposant à Shane McMahon de former une équipe, ce que ce dernier accepte, et les deux hommes échangent une poignée de mains[réf. nécessaire].
Le 27 janvier 2019 au Royal Rumble, ils deviennent les nouveaux champions par équipe de SmackDown en battant The Bar, remportant les titres pour la première fois de leurs carrières. Le 17 février à Elimination Chamber, ils perdent face aux Usos, ne conservant pas leurs titres[réf. nécessaire]. Le 11 mars à Fastlane, ils ne remportent pas les titres par équipe de SmackDown, battus par leurs mêmes adversaires. Après le combat, le commissionnaire du show bleu effectue un Heel Turn en l'attaquant dans le dos, sous les yeux ébahis de son père[réf. nécessaire].
Le 7 avril à WrestleMania 35, il perd face à son ancien partenaire dans un Falls Count Anywhere Match[réf. nécessaire]. Le 15 avril à Raw, lors du Superstar Shake-Up, il fait son retour au show rouge et attaque son rival dès le début de la soirée[réf. nécessaire]. Le 19 mai à Money in the Bank, il reperd face à Shane McMahon dans un Steel Cage Match[réf. nécessaire].
Le 15 septembre à Clash of Champions, il ne remporte pas le titre Intercontinental de la WWE, battu par Shinsuke Nakamura (accompagné de Sami Zayn).
Le 14 octobre à Raw, lors du Draft, il est de nouveau annoncé être officiellement transféré au show bleu par Stephanie McMahon[réf. nécessaire]. Le 15 décembre à TLC, il perd face à Bray Wyatt. Après le match, son adversaire se fait attaquer par Daniel Bryan qui effectuait son retour.

#### Alliance avec John Morrison, double champion par équipes deSmackDown, double Mister Money in the Bank et double champion de la WWE (2020-2021)
Le 3 janvier 2020 à SmackDown, il perd face à Kofi Kingston. Après le match, il effectue un Heel Turn, car il attaque son adversaire. Le 26 janvier au Royal Rumble, il entre dans le Royal Rumble match masculin en 17e position, mais se fait éliminer par le futur vainqueur, Drew McIntyre[réf. nécessaire]. Le 27 février à Super ShowDown, John Morrison et lui deviennent les nouveaux champions par équipes de SmackDown en battant Big E et Kofi Kingston. Il remporte les titres pour la seconde fois, tandis que son partenaire les remporte pour la première fois de sa carrière[réf. nécessaire]. Le 8 mars à Elimination Chamber, ils conservent leurs titres en battant les Usos, le New Day, les Dirty Dawgs, Heavy Machinery et Lucha House Party dans un Elimination Chamber Match[réf. nécessaire].
Le 4 avril à WrestleMania 36, son partenaire conserve les titres en battant Kofi Kingston et Jimmy Uso dans un Triple Threat Ladder match[réf. nécessaire]. Le 17 avril à SmackDown, il ne conserve pas les ceintures, battu par Big E dans un Triple Threat match qui inclut également Jey Uso[réf. nécessaire]. Le 14 juin à Backlash, les deux catcheurs ne remportent pas le titre Universel, battus par Braun Strowman dans un 2-on-1 Handicap match[réf. nécessaire].
Lors du Draft, ils sont annoncés être officiellement transférés au show rouge par Stephanie McMahon[réf. nécessaire]. Le 25 octobre à Hell in a Cell, il redevient Mr. Money in the Bank en battant Otis, remportant la mallette pour la seconde fois. Durant le combat, Tucker effectue un Heel Turn en attaquant son ancien partenaire. Le 22 novembre lors du pré-show aux Survivor Series, il remporte la Dual Brant Battle Royal en éliminant en dernier Dominik Mysterio[réf. nécessaire]. Le 20 décembre à TLC, son partenaire lui fait encaisser sa mallette durant le TLC Match entre Drew McIntyre et AJ Styles pour le titre de la WWE, transformant le combat en Triple Threat TLC Match, mais il ne remporte pas le titre. Le 28 décembre à Raw, il perd face à Gran Metalik. Plus tard, Adam Pearce lui rend sa mallette, car étant donné que c'est son partenaire, et non lui, qui a utilisé la mallette à TLC, la règle n'a pas été respectée et l'utilisation de la mallette a été invalidée[réf. nécessaire].
Le 31 janvier 2021 au Royal Rumble, il entre dans le Royal Rumble masculin en 15e position, mais se fait éliminer par Damian Priest[réf. nécessaire]. Le 21 février à Elimination Chamber, il encaisse sa mallette sur Drew McIntyre, après l'attaque de Bobby Lashley sur l'Écossais, et redevient champion de la WWE, pour la seconde fois, en le battant. Il devient également le premier catcheur à devenir double Grand Slam Champion. Le 1er mars à Raw, il ne conserve pas son titre, battu par Bobby Lashley dans un Lumberjack Match[réf. nécessaire].
Le 10 avril à WrestleMania 37, John Morrison et lui perdent face à Bad Bunny et Damian Priest[réf. nécessaire]. Le 16 mai à WrestleMania Backlash, il reperd face à Damian Priest dans un Lumberjack Match. Blessé à la jambe durant le combat, il fait désormais des apparitions à Raw en fauteuil roulant, aux côtés de son partenaire.
Le 23 août à Raw, il fait son retour sur le ring, mais perd face à Xavier Woods. Après le combat, il met fin à son alliance avec John Morrison en l'attaquant dans le dos[réf. nécessaire].

#### Retour en solo et diverses rivalités (2021-2023)
Le 29 novembre à Raw, il fait son retour après deux mois d'absence, accompagné de Maryse, en confrontant Edge, également de retour[réf. nécessaire].
Le 1er janvier 2022 à Day 1, il perd face à Edge. Le 29 janvier au Royal Rumble, Maryse et lui perdent face à Beth Phoenix et Edge. Le 19 février lors du pré-show à Elimination Chamber, il perd face à Rey Mysterio[réf. nécessaire]. Deux soirs plus tard à Raw, il défie les Mysterios dans un match à WrestleMania 38 et présente son nouveau partenaire Logan Paul, avant que ce dernier et lui ne les attaquent[réf. nécessaire].
Le 2 avril à WrestleMania 38, Logan Paul et lui battent Los Mysterios. Après le combat, il attaque son propre partenaire.
Le 30 juillet à SummerSlam, il perd face à Logan Paul.
Le 28 janvier 2023 au Royal Rumble, il entre dans le Men's Royal Rumble match en troisième position, mais se fait éliminer par Sheamus[réf. nécessaire].
Le 1er avril à WrestleMania 39, il perd face à Pat McAfee[réf. nécessaire].
Le 5 août à SummerSlam, il ne remporte pas la Slim Jim SummerSlam 25-Man Battle Royal, gagnée par LA Knight[réf. nécessaire]. Le 2 septembre à Payback, il perd face à ce dernier[réf. nécessaire].
Le 30 octobre à Raw, il effectue un Face Turn, car le trio d'Imperium se moque de lui lors de son émission MizTV et il se fait humilier par Gunther[réf. nécessaire]. Le 25 novembre aux Survivor Series: WarGames, il ne remporte pas le titre intercontinental, battu par l'Autrichien par soumission.

#### Awesome Truth et champion du monde par équipes avec R-Truth (2024-...)
Le 1er janvier 2024 à Raw Day 1, il reforme officiellement Awesome Truth avec R-Truth et ensemble, les deux catcheurs battent le Judgment Day (Dominik Mysterio et JD McDonagh). Le 27 janvier au Royal Rumble, il entre dans le Men's Royal Rumble match en 25e position, mais se fait éliminer par Gunther.
Le 6 avril à WrestleMania XL, R-Truth et lui deviennent les nouveaux champions par équipes de Raw en battant le Judgment Day (Damian Priest et Finn Bálor) dans un 6-Pack Tag Team Ladder match qui inclut également A-Town Down Under (Austin Theory et Grayson Waller) qui remporte les titres par équipes du show bleu, #DIY (Johnny Gargano et Tommaso Ciampa), The New Day (Kofi Kingston et Xavier Woods) et New Catch Republic (Pete Dunne et Tyler Bate). Neuf soirs plus tard à Raw, Adam Pearce et Triple H leur présentent et donnent les nouvelles ceintures : les championnats du monde par équipes. Le 24 juin à Raw, ils ne conservent pas leurs ceintures, rebattus par le Judgment Day (Finn Bálor et JD McDonagh).
Le 30 septembre à Raw, il effectue un Heel Turn, car il met officiellement fin à son alliance avec R-Truth pendant le match contre les AOP et abandonne son ancien partenaire.

## Palmarès
- Deep South Wrestling

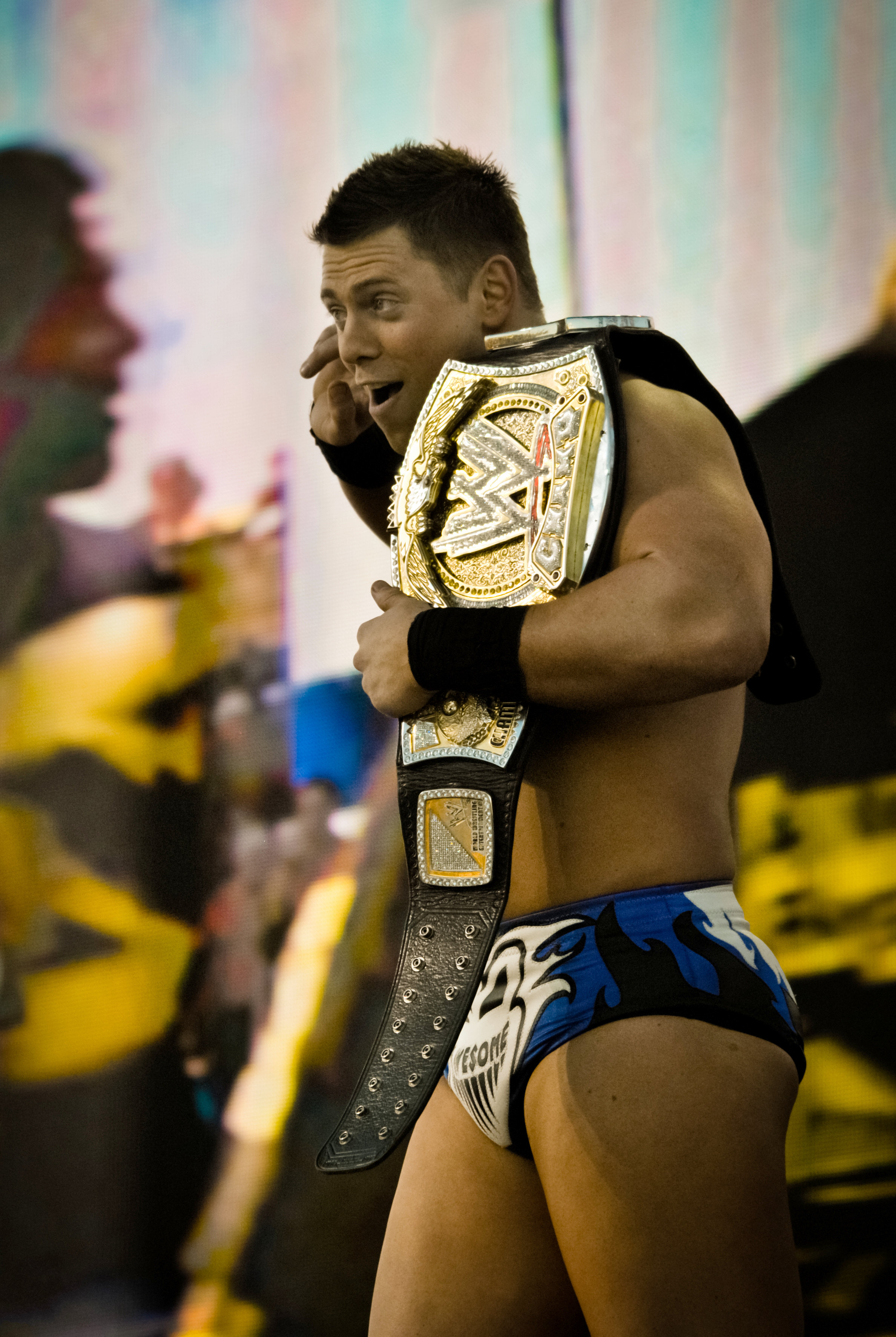
The Miz avec le Championnat de la WWE en 2010.

  - 1 fois Champion poids lourds de la DSW[55]
- Ohio Valley Wrestling
  - 1 fois Champion par équipes de la OVW avec Chris Cage[56]
- World Wrestling Entertainment
  - 2 fois Champion de la WWE[57]
  - 8 fois Champion Intercontinental de la WWE
  - 2 fois Champion des États-Unis de la WWE
  - 5 fois Champion par équipe de Raw / Champion du Monde par équipe
    - 1 fois avec John Morrison
    - 1 fois avec le Big Show
    - 1 fois avec John Cena (règne le plus court)
    - 1 fois avec Damien Sandow
    - 1 fois avec R-Truth

  - 2 fois Champion du Monde par équipe
    - 1 fois avec John Morrison
    - 1 fois avec le Big Show

  - 2 fois Champion par équipe de SmackDown :
    - 1 fois avec Shane McMahon
    - 1 fois avec John Morrison

  - 2 fois Mr. Money in the Bank (2010 ; 2020)
  - Vainqueur (avec Asuka) du WWE Mixed Match Challenge (Saison 1)
  - Slammy Award de l'équipe de l'année en 2008 avec John Morrison
  - Slammy Award du meilleur contenu exclusif sur WWE.com (2008) avec John Morrison
  - 25e Triple Crown Champion
  - 5e et 1er double WWE Grand Slam Champion (version 2015)

## Récompenses des magazines
- Pro Wrestling Illustrated

| Année | 2003 | 2004 | 2005       | 2006 | 2007 | 2008 | 2009 | 2010 | 2011 | 2012 | 2013 | 2014 | 2015 | 2016 | 2017 | 2018 | 2019 | 2020 | 2021 | 2022 | 2023 | 2024 |
| ----- | ---- | ---- | ---------- | ---- | ---- | ---- | ---- | ---- | ---- | ---- | ---- | ---- | ---- | ---- | ---- | ---- | ---- | ---- | ---- | ---- | ---- | ---- |
| Rang  | 441  | 371  | Non classé | 174  | 148  | 54   | 56   | 12   | 1    | 49   | 31   | 56   | 60   | 22   | 10   | 10   | 35   | 87   | 89   | 150  | 141  | 281  |

- Wrestling Observer Newsletter awards
  - Tag Team of the Year (2008) avec John Morrison[59]
  - Most Improved (2008, 2009)[60]

## Vie privée
- The Miz est en couple avec Maryse depuis 2009. Ils se sont mariés le 21 février 2014[réf. nécessaire].
- En octobre 2017, ils annoncent qu'ils attendent une petite fille prévu pour printemps 2018. Le couple annonce via le réseau social Instagram la naissance de leur fille Monroe Sky Mizanin, née le 27 mars 2018 à 23h[réf. nécessaire]. Le 18 février 2019, à Elimination Chamber, Maryse et The Miz annoncent un nouveau bébé, une petite Madison Jade, née le 20 septembre de la même année[61].
- Sa famille est d'origine slovaque, roumaine, grecque, allemande et anglaise[réf. nécessaire]>.

## Filmographie
- 2012 : Psych : Enquêteur malgré lui (saison 6, épisode 12) : Mario[62]
- 2012 : Moi, député (The Campaign)
- 2013 : The Marine 3: Homefront : Sgt. Jake Carter
- 2013 : Les Reines du ring
- 2013 : Christmas Bounty (en)[63] : Mike « Mikey Muscles »
- 2015 : The Marine 4: Moving Target[64]
- 2015 : L'Assistant du père Noël (Santa's Little Helper) : Dax
- 2016 : Supernatural (saison 11, épisode 15) : Shawn Harley
- 2016-2017 : WWE Total Divas (téléréalité, saisons 6 et 7)
- 2017 : The Marine 5: Battleground (en)
- 2018 : The Marine 6: Close Quarters
- 2018-... Miz & Mrs. (en) (télé-réalité)
- 2019 : Une famille sur le ring (Fighting with My Family) de Stephen Merchant : lui-même

- 2020 : Le Catcheur masqué (The Main Event) de Jay Karas : Lui-même